# Tobias Schneider
Tobias Schneider (23 juli 1981) is een Duits voormalig langebaanschaatser.
Tobias Schneider maakte zijn internationale schaatsdebuut bij het EK Allround van 2004 in Heerenveen. Zijn beste prestaties op een allroundtoernooi waren een 7e plaats op zowel het EK Allround 2007 in Collalbo als het EK Allround 2008 in Kolomna. Daarnaast behaalde hij tijdens wereldbekerwedstrijden een zilveren medaille op de 10.000 meter en een bronzen medaille op de ploegenachtervolging.

## Persoonlijke records
| Afstand     | Tijd     | Datum            | Baan           |
| ----------- | -------- | ---------------- | -------------- |
| 500 meter   | 36,94    | 13 maart 2006    | Calgary        |
| 1000 meter  | 1.11,34  | 27 januari 2007  | Berlijn        |
| 1500 meter  | 1.45,82  | 4 maart 2007     | Calgary        |
| 3000 meter  | 3.41,49  | 18 maart 2009    | Calgary        |
| 5000 meter  | 6.21,55  | 10 november 2007 | Salt Lake City |
| 10000 meter | 13.16,36 | 26 november 2006 | Moskou         |

## Resultaten
| Jaar      | EK Allround | WK Allround | WK Afstanden | Olympische Spelen | WK Junioren |
| --------- | ----------- | ----------- | ------------ | ----------------- | ----------- |
| 2001      |             |             |              |                   | DQ2         |
| 2002 2003 |             |             |              |                   |             |
| 2004      | 15e         | NC17        |              |                   |             |
| 2005      |             |             |              |                   |             |
| 2006      | 12e         | NC16        |              | 31e 1500m         |             |
| 2007      | 7e          | NS3         | 23e 5000m    |                   |             |
| 2008      | 7e          | NC14        | 20e 5000m    |                   |             |
| 2009      | 8e          | NC14        | 17e 1500m    |                   |             |
| 2010      |             |             |              |                   |             |
| 2011      | NC21        |             |              |                   |             |

DQ# = gediskwalificeerd bij de # afstand
NC# = niet gekwalificeerd voor de laatste afstand, maar wel als # geklasseerd in de eindrangschikking
NS# = niet gestart op de # afstand